# جيمس جونز (سياسي أمريكي، مواليد 1927)
جيمس جونز (بالإنجليزية: James Jones)‏ هو سياسي أمريكي، ولد في 16 يناير 1927، وتوفي في 21 مايو 2014. نشط حزبياً في الحزب الجمهوري. وقد انتخب عضو داكوتا الجنوبية البيت النواب (1987 – 1988).